# Cirque-Olympique

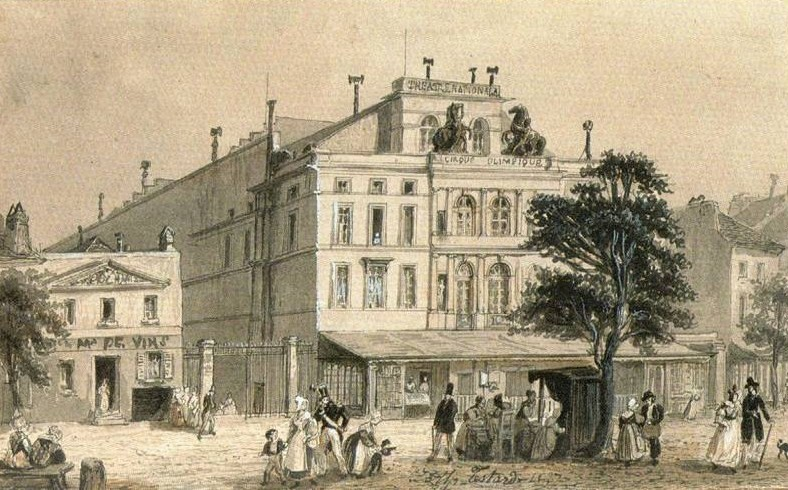
Cirkus na Boulevardu du Temple

Cirque-Olympique bylo označení několika cirkusů a divadel v Paříži.

## Historie
Cirkus otevřel Antonio Franconi 21. března 1793 pod názvem Cirque Franconi na místě bývalého kapucínského kláštera v 1. pařížském obvodu. V roce 1806 byl cirkus vyvlastněn kvůli výstavbě ulice Rue Napoléon. Franconiho synové Laurent a Henri proto vybudovali nový cirkus se 2700 místy k sezení v bývalé zahradě kláštera kapucínů mezi ulicemi Rue du Mont-Thabor et Rue Saint-Honoré. Podnik otevřeli pod názvem Cirque-Olympic 27. prosince 1807. Nicméně po bankrotu jej uzavřeli 27. května 1816. Po venkovském turné se bratři vrátili do Paříže 8. února 1817, kde zrenovovali a rozšířili sál v Rue Faubourg-du-Temple, Interiér byl uspořádán pro jezdecká vystoupení, která byla jejich specialitou. Později se přidala pantomima či melodrama. Sál byl zničen požárem 16. března 1826 a proto byl nově vybudován Boulevardu du Temple na místě bývalého divadla Délassements-Comiques a slavnostně byl otevřen 31. března 1827. V roce 1834 byl přejmenován na Théâtre national du Cirque-Olympique.
V roce 1836 Adolphe Franconi získal povolení k provozování druhého sálu na Carré Marigny jako Cirque d'été. V roce 1847 se skladatel Adolphe Adam rozešel ve zlém s ředitelem Pařížské opery a chtěl vytvořit čtvrtou pařížskou operu. Odkoupil proto Cirque-Olympique, který přejmenoval na Opéra-National. Svůj podnik však musel uzavřít následkem revoluce roku 1848. Dne 23. září 1848 Horace Meyer, ředitel divadla Gaîté ho znovuotevřel pod názvem Théâtre-National. V roce 1851 cirkus koupil Constant Billon, majitel divadla Funambules a 4. července 1853 ho přejmenoval na Théâtre impérial du Cirque vzhledem k nástupu císaře Napoleona III. Sál byl zbořen tak jako mnoho jiných divadel na Boulevardu du Crime při rozšíření Place de la République. Sál se trvale uzavřel 15. července 1862.